# Das Pop

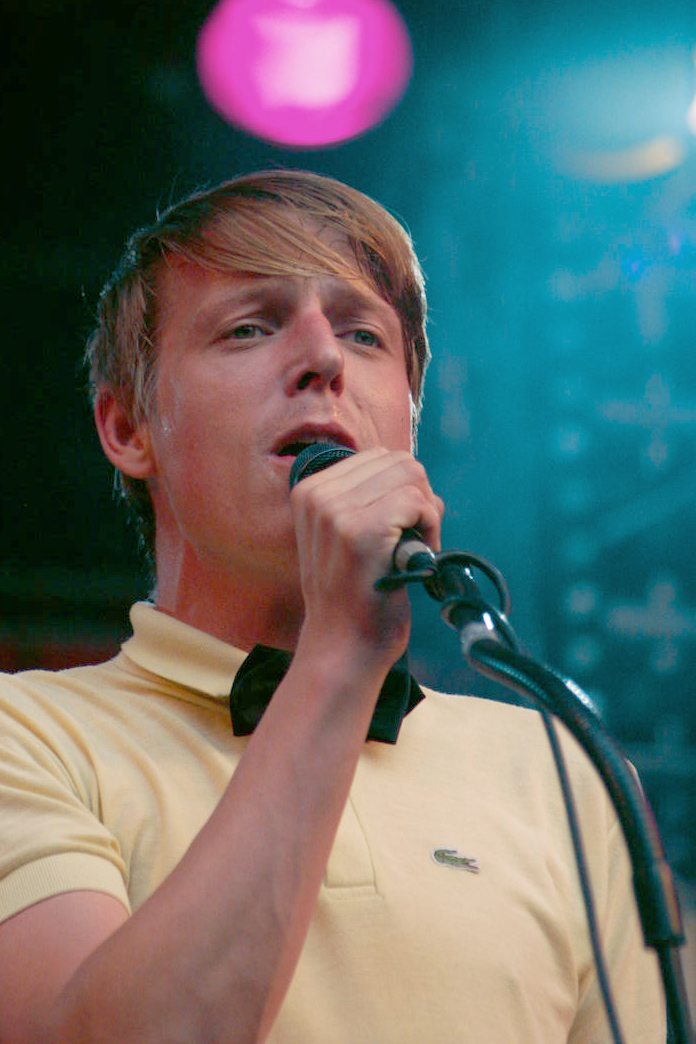
Bent Van Looy cantando con Das Pop

Das Pop es una banda belga de música pop fundada en 1994 por Reinhard Vanbergen, Niek Meul, Lieven Moors y Bent Van Looy. Inicialmente se llamaba Things to come, pero cambiaron su nombre a Das Pop al unirse Tom Keskens. Su música es una mezcla de pop rock y música electrónica.

## Trayectoria
Se dio a conocer internacionalmente con su álbum de 2000 I Love (I♥).[cita requerida] Tom Keskens y Lieven Moors dejaron la banda.[cita requerida] Cuando tocan en directo, se les une un baterista para que Bent pueda tocar los teclados y cantar. Su segundo álbum es The Human Thing.